# STS-51L
STS-51L e двадесет и петата мисия на НАСА по програмата Спейс шатъл и десети последен полет на космическата совалка Чалънджър. За първи път совалката стартира от площадка 39В на Космическия център „Кенеди“, Флорида. Мисията приключва с катастрофа 73 секунди след старта, при което загиват всичките седем члена от екипажа на космическия кораб. Полезния товар на Чалънджър е спътник TDRS-2.

## Екипаж

### Основен екипаж
| Пост                           | Астронавт                              |
| ------------------------------ | -------------------------------------- |
| Командир                       | Френсис Скоби втори космически полет   |
| Пилот                          | Майкъл Смит първи космически полет     |
| Специалист на мисията 1        | Джудит Резник втори космически полет   |
| Специалист на мисията 2        | Елисън Онизука втори космически полет  |
| Специалист на мисията 3        | Роналд Макниър втори космически полет  |
| Специалист по полезния товар 1 | Грегъри Джарвис първи космически полет |
| Специалист по полезния товар 2 | Криста Маколиф първи космически полет  |

- Броят на полетите е преди и включително тази мисия.

### Дублиращ екипаж
| Пост                           | Астронавт      |
| ------------------------------ | -------------- |
| Специалист по полезния товар 2 | Барбара Морган |

## Полетът
Програмата на мисия STS-51L включва извеждане в орбита на спътника TDRS-2, наблюдение на Халеевата комета, планиран е и проекта „Учител в космоса“ – преподаване на няколко урока за ученици от орбита.
Полетът е първата орбитална мисия на САЩ, която приключва със смъртта на астронавтите. Това е и първият американски пилотиран космически полет, по време на който астронавтите не достигат до космоса. Изобщо първият такъв полет в света е „Союз 18-а“, но при него двамата космонавти оцеляват. Бордният инженер Грегъри Джарвис първоначално е планирано да лети в предишния полет на совалка (STS-61C), но е заменен с конгресмен Уилям Нелсън. Проекта „Учител в космоса“ е осъществен 21 години по-късно от дубльорката на Криста Маколиф – Барбара Морган по време на мисия STS-118, осъществена от совалката Индевър.

## Галерия
- Сивият дим, излизащ от десния ускорител.
- Стартът на Чалънджър, мисия STS-51L.
- 58-ма секунда: пламъкът с температура около 3200° започва да прогаря външния резервоар на совалката.
- 73-та секунда: „Чалънджър“ започва да се разпада.
- Совалката в облаците от гориво и окислител веднага след взрива.
- Символичен гроб на членовете на екипажа на мисия STS-51L в Национално гробище Арлингтън